# VG-1.7
La Vía de Alta Capacidad Pardiñas-Galanas es una vía para automóviles de la Junta de Galicia que transcurre entre Pardiñas y Galanas, diseñada como una carretera limitada a 80 km/h para ser una vía de corta distancia y de poca Intensidad media diaria (IMD). No cumplen los estándares de doble calzada (autovía), ni esta previstada para la duplicación de esta dicha vía. La longitud de este tramo es de 3,3 kilómetros.
Es uno de los ramales de la autovía AG-56 inaugurado en 2008. Permitiendo este ramal para la conexión con la carretera N-550 por la alternativa de evitar la travesía de O Milladoiro con el rodeo de unos 5,1 kilómetros. Originalmente era la denominación AC-522 y a principios de 2018 cambiaron la titularidad a la actual VG-1.7.

## Tramos
| Denominación | Tramo                          | Kilómetros | Año servicio |
| ------------ | ------------------------------ | ---------- | ------------ |
| VG-1.7       | AG-56 Pardiñas - N-550 Galanas | 3,3        | 2008         |

## Salidas
| Velocidad | Esquema | Salida | Sentido Galanas (N-550) | Carriles | Sentido Pardiñas (AG-56) | Carretera | Notas |
| --------- | ------- | ------ | --- | -------- | --- | --------- | ----- |
|           |         |        | Comienzo de Vía de Alta Capacidad Galanas-Pardiñas VG-1.7 Procede de: AG-56 Pardiñas                                                   |          | Fin de Vía de Alta Capacidad Galanas-Pardiñas VG-1.7 Incorporación final AG-56 Dirección final: Framil AG-56 Noya Pardiñas Larañiño AG-56 Santiago de Compostela Nuevo Milladoiro | AG-56     |       |
|           |         | 2      | DP-0206 Viduido Paramuíño |          | DP-0206 Viduido Paramuíño | DP-0206   |       |
|           |         |        | Fin de Vía de Alta Capacidad Pardiñas-Galanas VG-1.7 Dirección final: N-550 SC-20 O Milladoiro Santiago de Compostela N-550 Pontevedra |          | Inicio de Vía de Alta Capacidad Pardiñas-Galanas VG-1.7 Procede de: N-550 Galanas                                                                                                 | N-550     |       |